# Sextus Gavius Gallus
Sextus Gavius Gallus war ein im 1. Jahrhundert n. Chr. lebender Angehöriger des römischen Ritterstandes (Eques).
Durch ein Militärdiplom, das auf den 2. Juli 61 datiert ist, ist belegt, dass Gallus 61 Kommandeur der Ala II Hispanorum et Aravacorum war, die zu diesem Zeitpunkt in der Provinz Illyricum stationiert war. Er stammte vermutlich aus der Provinz Gallia cisalpina.